# Calciatori della nazionale americo-verginiana
In questa lista sono raccolti i calciatori che hanno rappresentato in almeno una partita la Nazionale nevisiana.
Statistiche aggiornate al 7 novembre 2020.
| Nome                 | Presenze | Reti | Esordio | Ultima partita |
| -------------------- | -------- | ---- | ------- | -------------- |
| Clifford Adams       | 2        | 0    | 2011    | 2011           |
| Rune Alvarado        | 2        | 0    | 2016    | 2016           |
| Ayinde Augustus      | 13       | 1    | 2008    | 2014           |
| Cory Bishop          | 1        | 0    | 2008    | 2008           |
| Jacob Borden         | 7        | 0    | 2015    | 2019           |
| Jamie Browne         | 9        | 2    | 2006    | 2016           |
| Raymond Chetram      | 1        | 0    | 2008    | 2008           |
| Keithroy Cornelius   | 8        | 1    | 2004    | 2011           |
| Aaron Dennis         | 9        | 2    | 2018    | 2019           |
| Dwight Ferguson      | 12       | 0    | 2000    | 2008           |
| Kalid Gaillard       | 1        | 0    | 2008    | 2008           |
| Christopher Gonzalez | 1        | 0    | 2008    | 2008           |
| Dusty Good           | 17       | 0    | 2011    | 2019           |
| Asanti Herring       | 4        | 1    | 2016    | 2016           |
| Tyler Humphrey       | 6        | 0    | 2018    | 2019           |
| Terrence Jones       | 12       | 0    | 2000    | 2011           |
| Karson Kendall       | 2        | 0    | 2016    | 2019           |
| Reid Klopp           | 5        | 2    | 2011    | 2011           |
| Carlos Labrada       | 5        | 0    | 2016    | 2018           |
| Junior Laurencin     | 9        | 0    | 2011    | 2018           |
| Alderman Lesmond     | 3        | 1    | 2011    | 2011           |
| Joseph Limeburner    | 6        | 0    | 2006    | 2011           |
| Taylor MacDonald     | 4+       | 0+   | ????    | ????           |
| Taylor MacDonald     | 13       | 1    | 2006    | 2019           |
| James Charles Mack   | 8        | 1    | 2018    | 2019           |
| Garrick Mathurin     | 5        | 0    | 2011    | 2015           |
| Joshua Monty         | 6        | 0    | 2004    | 2008           |
| Joshua Ramos         | 2        | 0    | 2019    | 2019           |
| Carmelo Rodriguez    | 1        | 0    | 2008    | 2008           |
| Kevin Sheppard       | 2        | 2    | ????    | ????           |
| André Thomas         | 2        | 0    | 2011    | 2011           |
| Dwayne Thomas        | 17       | 1    | 2002    | 2015           |
| Alberto Van Gurp     | 9        | 0    | 2011    | 2014           |
| Dereck Villafana     | 5        | 0    | 2006    | 2011           |
| Alex Washington      | 2        | 0    | 2011    | 2011           |